# Sedeng (Pacitan)
Sedeng is een bestuurslaag in het regentschap Pacitan van de provincie Oost-Java, Indonesië. Sedeng telt 2521 inwoners (volkstelling 2010).